# Сивкова (Михнёвское сельское поселение)
Сивкова — деревня в составе Михнёвского сельского поселения Болховского района Орловской области.

## География
Деревня расположена в центральной части Среднерусской возвышенности в лесостепной зоне, на севере Орловской области.
В 5 км — административный центр поселения посёлок Щербовский, в 17 км — административный центр района город Болхов.
Климат
близок к умеренно-холодному, количество осадков является значительным, с осадками в засушливый месяц. Среднегодовая норма осадков — 627 мм. Среднегодовая температура воздуха в Болховском районе — 5,1 °C.

## Население
По данным администрации Михнёвского сельского поселения, опубликованным в 2017—2018 гг., в деревне Сивкова проживает 1 житель
Национальный состав
Согласно результатам переписи 2002 года, русские составляли 100 % от общей численности населения в 5 жителей

## Инфраструктура
Было развито сельское хозяйство.

## Транспорт
Выезд на федеральную автотрассу Р-92.